# Wasserscheiden in Deutschland
Hier werden bedeutende Wasserscheiden aufgeführt, also Grenzen von Einzugsgebieten großer Ströme oder Flüsse, die zumindest teilweise in Deutschland verlaufen.
Solche Wasserscheiden können die Grenzen Deutschlands queren, wenn die ihren Abfluss fortführenden Fließgewässer etwa in anderen Staaten entspringen oder münden.

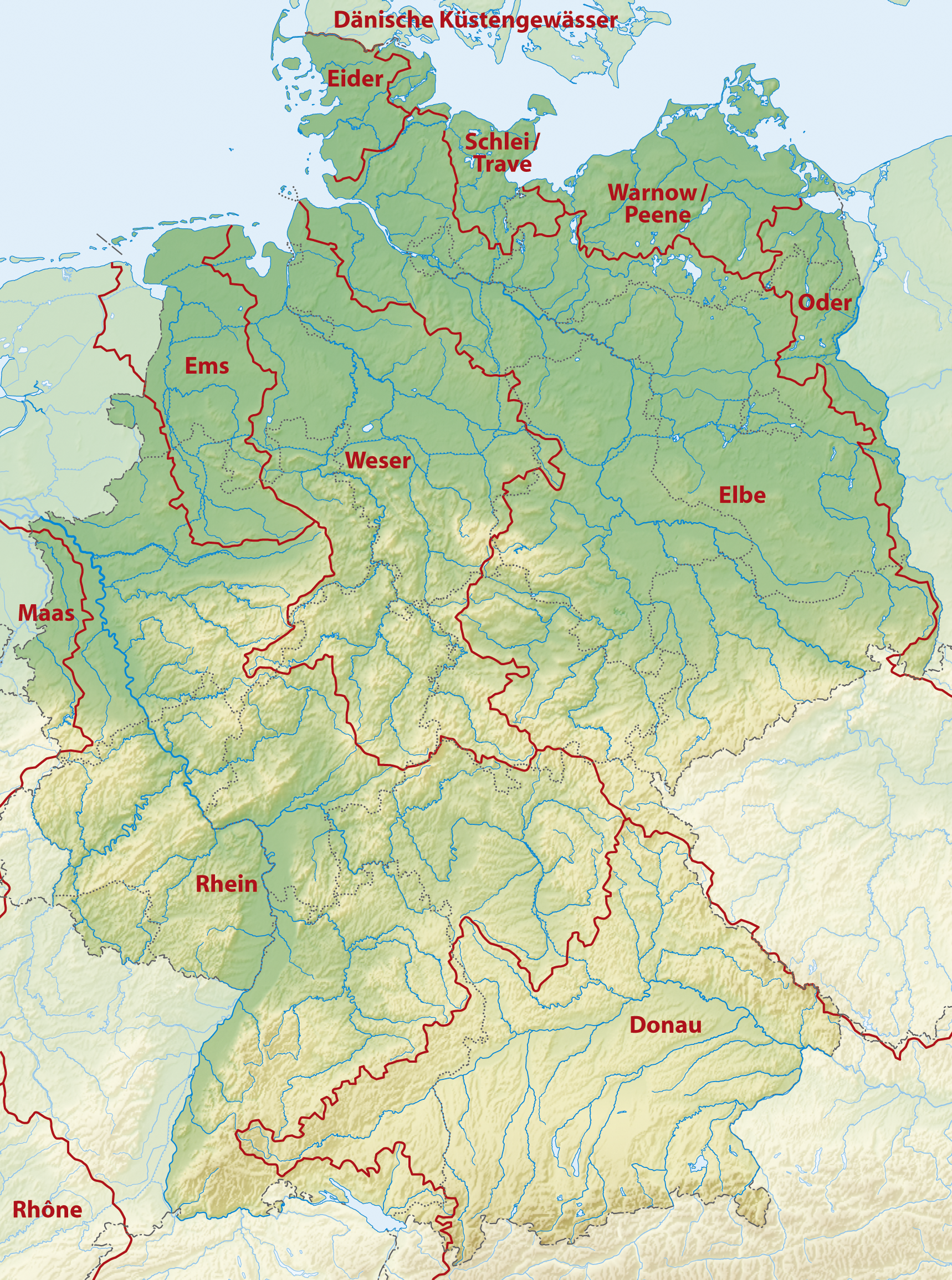
Flussgebietseinheiten in Deutschland

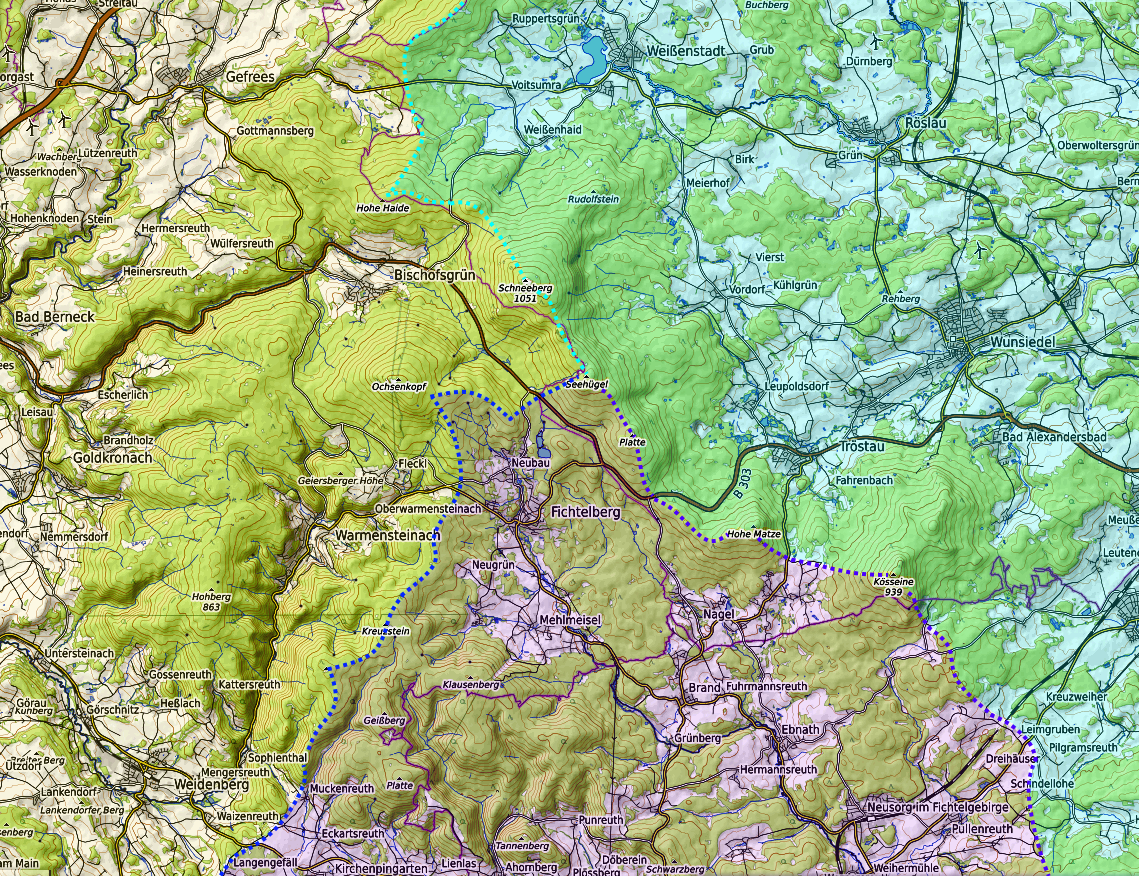
Am Seehügel im Fichtelgebirge treffen sich die Wasserscheiden zwischen Rhein, Elbe und Donau

## Europäische Hauptwasserscheide

### Rhein-Donau-Wasserscheide

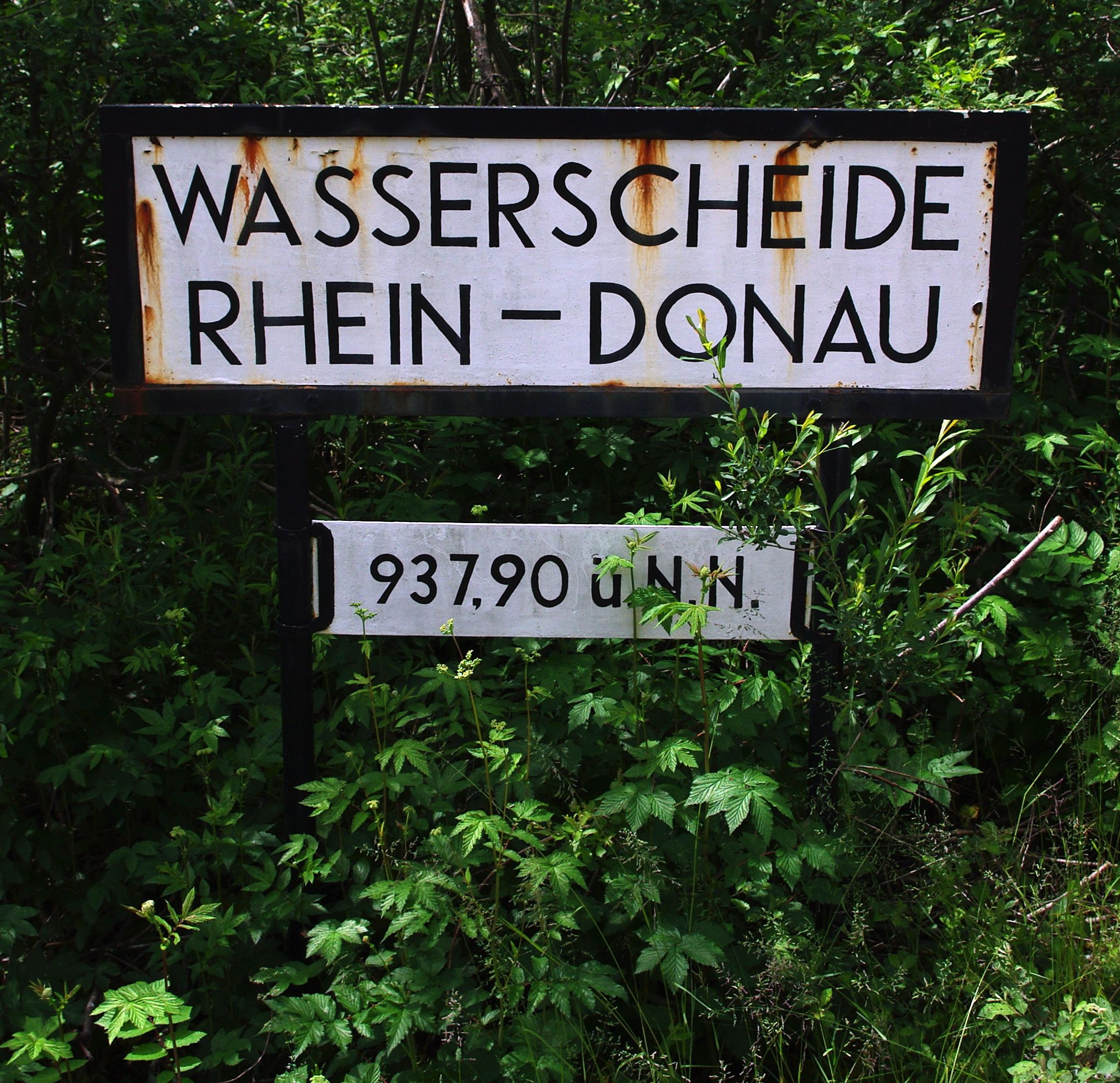
Auf die Wasserscheide Rhein-Donau hinweisende alte Eisenbahntafel an der ehemaligen Bahnstrecke Kempten–Isny

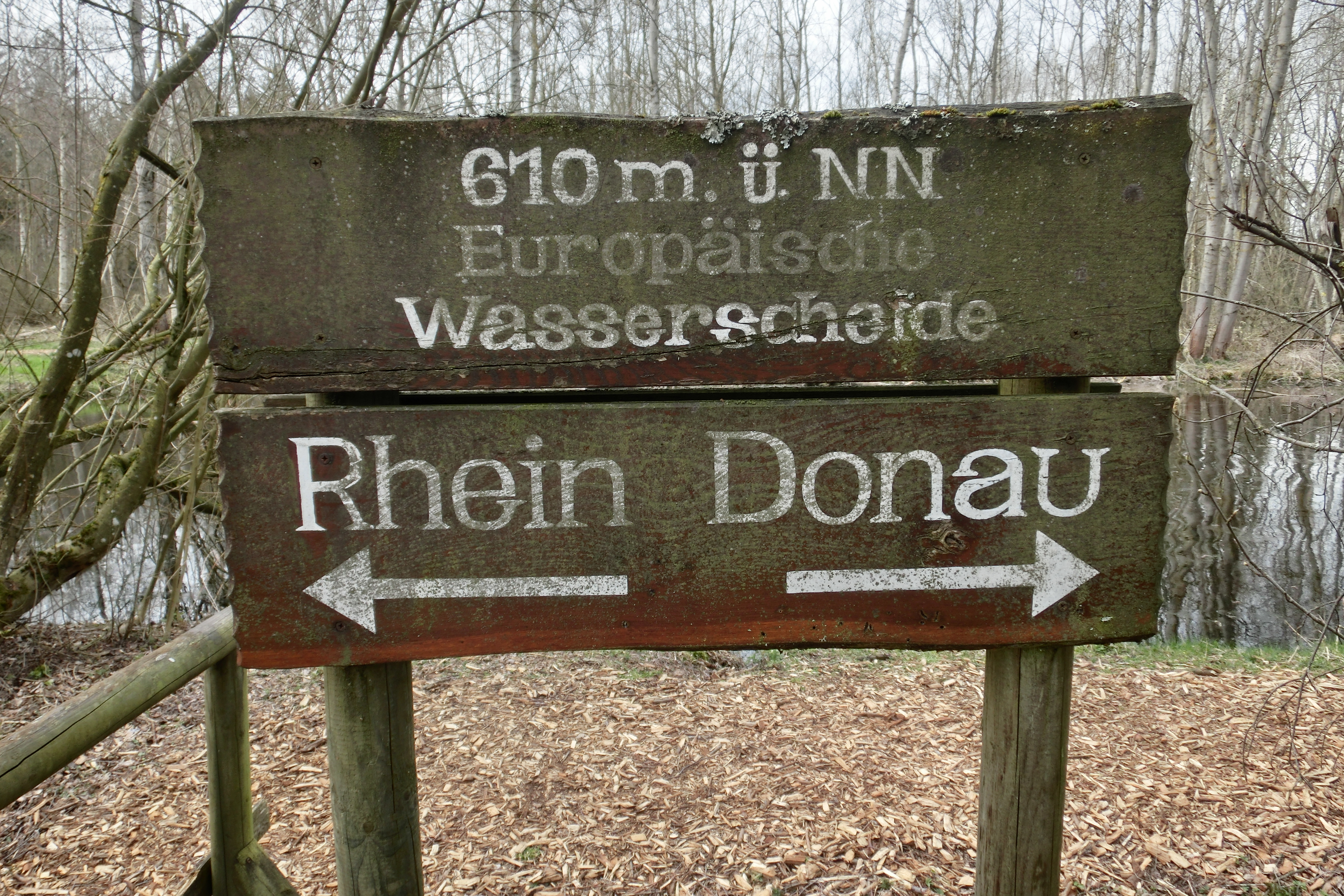
Hinweis auf die Europäische Wasserscheide im Pfrunger-Burgweiler Ried

Die Rhein-Donau-Wasserscheide durchschneidet Süddeutschland, wobei sie in nordöstlicher Richtung die Bundesländer Baden-Württemberg und Bayern durchläuft, sowie einen Teil der Alpen in Österreich und der Schweiz.
Einzugsgebiete:
Gewässer Richtung Nordwesten münden in den Rhein, Richtung Südosten in die Donau.
Besonderheiten:
Die Rhein-Donau-Wasserscheide weist auf Grund der Donauversickerung bei Immendingen eine Besonderheit auf: Ein beachtlich großer Teil des dort versickernden Wassers überwindet die Wasserscheide unterirdisch und tritt nach etwa 11,7 km im Aachtopf, der sich bei Aach südlich der Donau befindet, wieder aus. Dadurch fließt ein Teil des Donauwassers über die aus dem Aachtopf entspringende Radolfzeller Aach südwärts in den Untersee (Bodensee) und mündet in den Rhein.
Während der Letzten Kaltzeit, vor etwa 20.000 bis 70.000 Jahren, zapfte der Rheinzufluss Wutach im Schwarzwald durch rückschreitende Erosion den damaligen Oberlauf der Feldbergdonau an, der so zum heutigen Oberlauf der Wutach wurde. Das 16 km lange Tal zwischen Blumberg und Kirchen-Hausen fiel als Folge der Flussanzapfung trocken (darin fließt jetzt das Rinnsal Aitrach), ein damaliger linksseitiger Donau-Nebenfluss wurde so zum heutigen Oberlauf der Donau.
Verlauf:
Die Rhein-Donau-Wasserscheide führt von den nördlichen Rätischen Alpen (Ostschweiz) anfangs nordwärts unter anderen über die Silvretta und die Lechtaler Alpen zu den Allgäuer Alpen (Österreich und Deutschland). Danach verläuft nördlich des Bodensees zunächst nordöstlich bis zur Quelle der Schussen, dann südwestlich und westlich in den südlichen Schwarzwald, um die Quellen von Brigach und Breg herum, von dort nach Nordosten über große Teile der Schwäbischen Alb und dann nach Norden zur Frankenhöhe. Von dort zieht sie sich nach Südosten zur Fränkischen Alb, an der sie teils nordwestlich vorbeiführt oder aber genau auf ihr nach Norden verläuft. In dieser Richtung erreicht die Wasserscheide schließlich das Fichtelgebirge. Auf dem Berg Seehügel (32U 705 917E, 5546 098N), in etwa 2,1 km südöstlich des Schneebergs befindet sich der Dreistrom-Punkt Rhein-Donau-Elbe.
Beispiele:
- Während sich die Albula, die am Albulapass in den nördlichen Rätischen Alpen (Schweiz) entspringt, in Richtung Nordwesten dem Hinterrhein und damit dem Rhein zuwendet, ist der Inn, der etwas weiter südwestlich beim Malojapass im Engadin (Schweiz) entspringt, ein direkter Nebenfluss der Donau.

- Während sich die Bregenzer Ach, die bei Schröcken im Lechquellengebirge (Österreich, Alpen) entspringt, westwärts dem Bodensee und damit dem Rhein zuwendet, ist der Lech, der etwas weiter östlich nahe dem Formarinsee in den benachbarten Lechtaler Alpen (Österreich, Alpen) entspringt, ein direkter Nebenfluss der Donau.

- Während sich die Elz, die östlich des Brend im südlichen Schwarzwald entspringt, überwiegend westwärts direkt dem Rhein zuwendet, ist die Breg, die 900 Meter weiter südwestlich zwischen den Bergen Brend und Rosseck entspringt und nach Südosten fließt, neben der Brigach einer der beiden Quellflüsse der Donau.

- Während sich die Fils, die bei Wiesensteig auf der Schwäbischen Alb entspringt, über den Neckar dem Rhein zuwendet, fließt die Lone, die etwas weiter östlich bei Lonsee-Urspring entspringt, über die kurze Hürbe und die Brenz in die Donau.
- Die Doppelstadt Villingen-Schwenningen liegt auf der Rhein-Donau-Wasserscheide, sodass der Abfluss im Stadtgebiet von Villingen über die Brigach in die Donau und im Stadtgebiet von Schwenningen über den Neckar in den Rhein führt.

#### Donau-Main-Wasserscheide
Die Donau-Main-Wasserscheide durchschneidet als Bestandteil der Rhein-Donau-Wasserscheide Teile von Süddeutschland. Dabei durchläuft sie insbesondere in nordöstlicher Richtung das nördliche Bayern.
Einzugsgebiete:
Gewässer in Richtung Südosten münden in die Donau, nach Nordwesten in den Main.
Besonderheiten:
Durch die vom Freistaat Bayern betriebene Donau-Main-Überleitung werden Wasser aus der Donau und dem Unterlauf der Altmühl sowie Hochwässer aus dem oberen Altmühltal über Speicher in das regenärmere Rednitztal übergeleitet, um dort jahreszeitliche Niedrigwässer aufzuhöhen. Dabei überwinden jährlich ca. 125 Millionen Kubikmeter Wasser die Wasserscheide zwischen Donau und Main.
Verlauf:
Die Donau-Main-Wasserscheide führt vom Südteil der Frankenhöhe nach Nordosten bis in den Mittelteil des Höhenzugs. Von dort verläuft sie nach Südosten zur Fränkischen Alb, an der sie teils nordwestlich vorbeiführt oder aber genau auf ihr nach Norden verläuft. In dieser Richtung erreicht die Wasserscheide schließlich das Fichtelgebirge.
Beispiele:

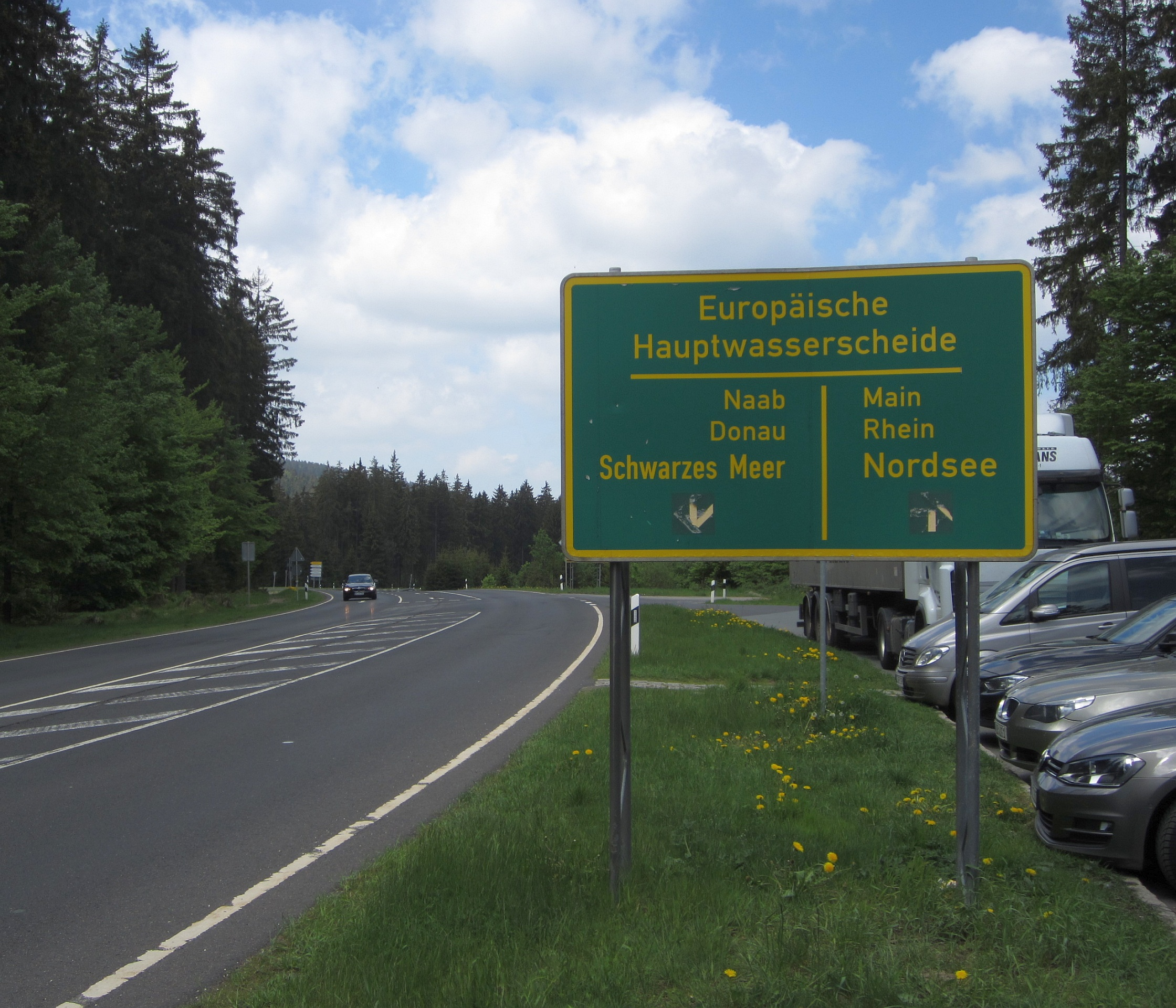
Wasserscheide an der B 303 im Fichtelgebirge

- Während sich die Wörnitz, die auf der Ostseite der Frankenhöhe in Schillingsfürst entspringt, nach Süden direkt der Donau zuwendet, fließt die Tauber, die etwas weiter westlich auf der anderen Seite der Frankenhöhe bei Weikersholz (Rot am See) entspringt, nach Nordwesten in den Main.

- Während sich die Fichtelnaab, die im Fichtelgebirge am Südosthang des Ochsenkopfs entspringt, nach Süden über die Waldnaab und Naab der Donau zuwendet, ist der Weiße Main, der am Osthang des gleichen Berges entspringt, neben dem Roten Main einer der beiden Quellflüsse des Mains.

- Während sich die Aisch, die nordöstlich von Burgbernheim nördlich der Frankenhöhe entspringt, über die Regnitz und den Main dem Rhein zuwendet, fließt die Altmühl, die etwas weiter südwestlich zwischen Burgbernheim und Rothenburg ob der Tauber in der nördlichen Frankenhöhe entspringt, direkt in die Donau.

### Elbe-Donau-Wasserscheide
Die Elbe-Donau-Wasserscheide durchschneidet Nordostbayern, wobei sie in südöstlicher Richtung vom Fichtelgebirge zur deutsch-tschechischen Grenze verläuft.
Einzugsgebiete:
Gewässer Richtung Norden münden in die Elbe, Richtung Süden in die Donau.
Verlauf:
Die Elbe-Donau-Wasserscheide führt vom Fichtelgebirge, konkret von Dreistrompunkt Elbe-Donau-Rhein auf dem Seehügel ((UTMː 32U 705 917E, 5546 098N) etwa 2,1 km südöstlich des Schneebergs) in südöstliche Richtung über die Hohe Platte, Hohe Matze, die Kösseine, den Rehbühl, dem Knock, die Platte zum Steinwald, dann in nordöstliche Richtung über den Plössberg, bis Steinknock, dann südostwärts über Triebendorf, weiter ostwärts am südlichen Rand von Mitterteich vorbei über die Höhen zwischen Tirschenreuth und Wondreb wieder südostwärts nach Hermannsreuth und dem dahinterliegenden Großen Dürrmaul im nördlichen Oberpfälzer Wald. Ab dort verläuft die Wasserscheide längs der deutsch-tschechischen Grenze oder innerhalb Tschechiens, kommt dann bei Hinterfirmiansreut wieder auf deutsches Staatsgebiet, läuft über den Almberg westlich und südlich um Mitterfirmiansreut und Philippsreut herum, quert Leopoldsreut, dann über den Haidel und läuft ab dem Dreisesselberg weiter entlang der tschechisch-österreichischen Grenze. Dort verläuft diese Wasserscheide mal längs der Grenze, mal auf tschechischem, mal auf österreichischem Staatsgebiet. Bei Kautzen verlässt sie österreichisches Staatsgebiet und tritt in tschechisches Staatsgebiet ein. Innerhalb Tschechiens scheidet sie in etwa die tschechischen Landesteile Böhmen (vorwiegend Einzugsgebiet Elbe) und Mähren (vorwiegend Einzugsgebiet Donau).
Sie endet am Glatzer Schneeberg am Gipfel des Dreimeerebergs (Trójmorski Wierch, auch Klepy, oder Klapperstein) genannt, einem Seitengipfel des Schneebergmassivs an der polnisch-tschechischen Grenze, dem Dreistrompunkt Elbe (Nordsee) – Oder (Ostsee) – Donau (Schwarzes Meer).

## Weitere Wasserscheiden

### Rhein-Maas-Wasserscheide
Die Rhein-Maas-Wasserscheide verläuft von den Niederlanden bei Nijmegen im Westen von Nordrhein-Westfalen (zwischen Niers und Rhein) und im Nordwesten von Rheinland-Pfalz, durch Belgien und weiter südwärts durch Frankreich.
Einzugsgebiete:
Gewässer ostwärts münden in den Rhein und die Mosel, westwärts in die Maas.
Besonderheiten:
Während der Saale-Kaltzeit, vor rund 250.000 Jahren, zapfte die Mosel den damaligen Oberlauf der Maas an, der so zum heutigen Oberlauf der Mosel wurde. Das 12 km lange Tal zwischen Toul und Pagny-sur-Meuse fiel als Folge der Flussanzapfung trocken, ein damaliger linksseitiger Maas-Nebenfluss wurde so zum heutigen Oberlauf der Maas.
Die Wasserscheide wurde an einigen Stellen durch menschliche Eingriffe verändert. Im Bereich des Rhein-Maas-Deltas wurde der Unterlauf der Maas von der Waal abgetrennt. Früher mündete die Maas bei Woudrichem in die Waal, 1904 wurde die Maas als Bergsche Maas in Hollands Diep umgeleitet. Auch weiter südlich haben menschliche Eingriffe die Wasserscheide verändert. Im rheinischen Braunkohlerevier wird das Grundwasser großflächig abgepumpt, um den Tagebauboden trocken zu halten. Der Tagebau Hambach liegt bis zu 293 m unter Normalnull. Westlich des Tagebaus fließt die Rur in die Maas, östlich fließt der Neffelbach über die Erft in den Rhein.
Verlauf:
Die Wasserscheide beginnt in Frankreich in der Nähe der Quelle der Saône im Département Vosges zwischen Neufchâteau (Vosges) und Épinal und verläuft nordwärts durch Lothringen. Nahe Toul, westlich von Nancy, beträgt die Entfernung zwischen Mosel und Maas nur etwa 15 km. Die beiden Flüsse sind hier durch den Canal de la Marne au Rhin verbunden. Die Wasserscheide führt kurz durch Luxemburg, die Chiers fließt zur Maas, alle anderen Gewässer Luxemburgs münden in die Mosel. Die Wasserscheide verläuft über Arlon, Libramont-Chevigny, Bastogne, Aldringen und erreicht am Losheimergraben die deutsche Grenze. In der Nordeifel liegen die Quellen von Kyll bei Losheimergraben, Olef bei Ramscheid, Urft bei Schmidtheim, Ahr in Blankenheim (Ahr) und Erft bei Nettersheim-Holzmülheim. Von hier aus verläuft die Wasserscheide östlich der Rur über den Kermeter und tritt dann in die Jülich-Zülpicher Börde und die Norddeutsche Tiefebene ein. Nach den Tagebauen Hambach und Garzweiler verläuft die Wasserscheide im Flachland über Krefeld, Kleve und Nijmegen in die Betuwe. Die Niers fließt in die Maas.
Zwischen Tiel und ’s-Hertogenbosch liegen Maas und Waal nur 1 km auseinander, bevor die Flüsse wieder auseinander laufen. Die Wasserscheide endet am Land von Heusden und Altena am Nationalpark De Biesbosch. Sowohl Waal als auch Maas entwässern hier ins Hollands Diep und über die Deltawerke in die Nordsee.

### Rhein-Ems-Wasserscheide
Die Rhein-Ems-Wasserscheide verläuft, überwiegend niedrig, ganz in Nordrhein-Westfalen und fast komplett in der Westfälischen Bucht vom Teutoburger Wald im Osten über die Beckumer Berge bis zu den Baumbergen im Westen.
Einzugsgebiete:
Gewässer nordwärts (abschnittsweise ostwärts) münden in die Ems, südwärts (abschnittsweise westwärts) über die Lippe in den Rhein.
Verlauf:
Die Rhein-Ems-Wasserscheide beginnt im Teutoburger Wald etwa zwischen dem Hermannsdenkmal und den Externsteinen, wo sie von dem Hauptkamm des Teutoburger Waldes abzweigt, der nach Nordwesten die #Weser-Ems-Wasserscheide und nach Südosten die #Rhein-Weser-Wasserscheide trägt. Dieser Wasserscheidepunkt ist mit dem Dreiflussstein markiert. Von hier aus verläuft sie zunächst südwestwärts in den Norden der Kernstadt Delbrücks und dann westwärts in die Beckumer Berge mit dem Mackenberg. Im weiteren Verlauf nach Westen wird Beckum südlich umkurvt; Ahlen bleibt knapp nördlich und Hamm südlich, wo es in den Ostteil der Lipper Höhen (Werner Berg- und Hügelland) eintritt, bis sich vor Capelle, heute östlicher Stadtteil von Nordkirchen, die Richtung komplett in Nordnordwest ändert. Erst südwestlich der Kernstadt Münsters wendet sich der Verlauf wieder in Richtung Westen, wo sie die Baumberge erreicht, in denen sie nach dem Passieren des Westerbergs an der Westflanke des Bombergs endet (Lage). Ab hier teilt sie sich in drei Wasserscheiden (s. u.), deren nördlichste, die #Ems-Zwarte Water-Wasserscheide, noch mittelbar als Rhein-Ems-Wasserscheide bezeichnet werden kann.
Die IJssel ist ein ursprünglich eigenständiger Fluss, erhält die Mehrheit ihres Abflusses heute von dem in den Niederlanden ebenfalls IJssel genannten Nebenarm des Rheins. Dessen ungeachtet hat sie in Deutschland eine eigene Fließgewässerkennziffer (928), die nicht der des Rheins (2) untergeordnet ist. Ihr nach Kennziffer untergeordnet ist wiederum das Zwarte Water (9286), welches erst in Nebenmeeren des IJsselmeers mit Rheinwasser in Kontakt tritt.

#### Baumberge-Wasserscheide
Mit Baumberge-Wasserscheide wird das System der wichtigsten auf den Baumbergen verlaufenden Wasserscheiden bezeichnet.
Einzugsgebiete:
Gewässer Richtung Süden entwässern über die Lippe zum Rhein, solche im Osten zur Ems, Gewässer im Nordwesten über die Vechte in das Zwarte Water und im Westen schließlich über die Berkel in die IJssel. Insgesamt vier längere Wasserscheiden treffen aufeinander:
- die Rhein-Ems-Wasserscheide im Südosten
- die Ems-Zwarte Water-Wasserscheide im Norden
- die Zwarte Water-IJssel-Wasserscheide im Nordwesten
- die Rhein-IJssel-Wasserscheide im Südwesten

Zwischen dem westlichen Endpunkt der Rhein-Ems-Wasserscheide an der Westflanke des Bombergs (Lage) und dem südöstlichen Startpunkt der Zwarte Water-IJssel-Wasserscheide südsüdwestlich von (Billerbeck-)Böckinghausen (Lage) liegt, ganz in den Baumbergen, auch die nur etwa 1,6 km lange Rhein-Zwarte Water-Wasserscheide.
Verlauf:
Die Baumberge-Wasserscheide bildet eine Art Keil insbesondere zwischen den Einzugsgebieten von Rhein/Ijssel und Ems/Zwarte Water sowie in Querrichtung. Vom Schwerpunkt des Höhenzugs nordwestlich des Westerbergs aus gesehen fließen die Fließgewässer strahlenförmig auf vier verschiedene Flüsse zu.
Beispiele:
- Während sich die Stever, die in den Baumbergen südlich des Westerbergs bei der Bauerschaft Stevern entspringt, nach Süden über die Lippe dem Rhein zuwendet, fließt die Münstersche Aa, die auf der Nordseite des Bergs entspringt, nach Osten und später nach Norden über Münster in die Ems.
- Während die Vechte, die in den nördlichen Baumbergen am Nordhang des Weterbergs (nicht zu verwechseln mit Westerberg) bei Darfeld entspringt, nach Nordwesten über das Zwarte Water in das IJsselmeer fließt, wendet sich die Berkel, die in den Westausläufern der Baumberge bei Billerbeck entspringt, nach Westen und fließt in die IJssel, die auch in das IJsselmeer mündet.

#### Rhein-IJssel-Wasserscheide
Verlauf:
Die Rhein-IJssel-Wasserscheide zieht sich von den Baumbergen aus südwestwärts, umrahmt die Kernstadt Coesfelds bogenförmig von Süden bis Westen, um dann nach Südwesten und schließlich Süden zu führen, wo sie unmittelbar nördlich der Kernstadt (Groß-)Rekens auf die Rekener Berge trifft, deren Kamm sie bis knapp jenseits der A 31 nach Westnordwesten folgt, um dann der Autobahn parallel nach Südsüdwesten zu führen und schließlich sich nach Südwesten bis in unmittelbar südöstlich Raesfelds von dieser wieder abzuwenden. Nach einem kurzen Abschnitt südwärts bis unmittelbar nordwestlich Erles geht es weiter nach Südwesten und entlang den Drevenacker Dünen unmittelbar nördlich des Rheins dann nach Westsüdwesten bis Westen. Ab dem äußersten Südosten der Weseler Kernstadt verläuft sie schließlich genau zwischen Rhein und Issel nach Nordwesten, bis sie bei Vehlingen Deutschland verlässt.

#### IJssel-Zwarte Water-Wasserscheide
Verlauf:
Die Wasserscheide zwischen der IJssel und dem vor allem durch die Vechte gespeisten Zwarten Water verläuft von den Baumbergen aus zunächst bis unmittelbar nördlich Osterwicks nach Nordwesten, um sich dann nach Südwesten zu wenden. Ab dem Erreichen der A 31 nordöstlich von Gescher folgt sie dieser dann, knapp westlich parallel, auf ihrem Weg nach Norden. Bei Heek verlässt sie deren Nähe und wendet sich nach Nordwesten, um Deutschland in Richtung Enschede, welches dann östlich flankiert wird, zu verlassen.
Bei Zwolle berühren sich bereits ein Stück vor den Mündungen beide Flüsse fast.

#### Ems-Zwarte Water-Wasserscheide
Verlauf:
Die westliche Wasserscheide der Ems verläuft ab den Baumbergen zunächst nach Nordosten, um sich im Süden von Altenberge dann nach Nordnordwesten zu wenden. Altenberge und auch Borghorst werden fast mittig durchschnitten, Burgsteinfurt östlich flankiert. Ab hier geht es tendenziell nach Norden, wo Neuenkirchen mittig durchschnitten wird.
Die Wasserscheide erreicht Niedersachsen, folgt westlich parallel ein Stück lang der A 31 und verlässt Deutschland schließlich bei Twist (Emsland) in nordwestliche Richtung.

### Weser-Ems-Wasserscheide

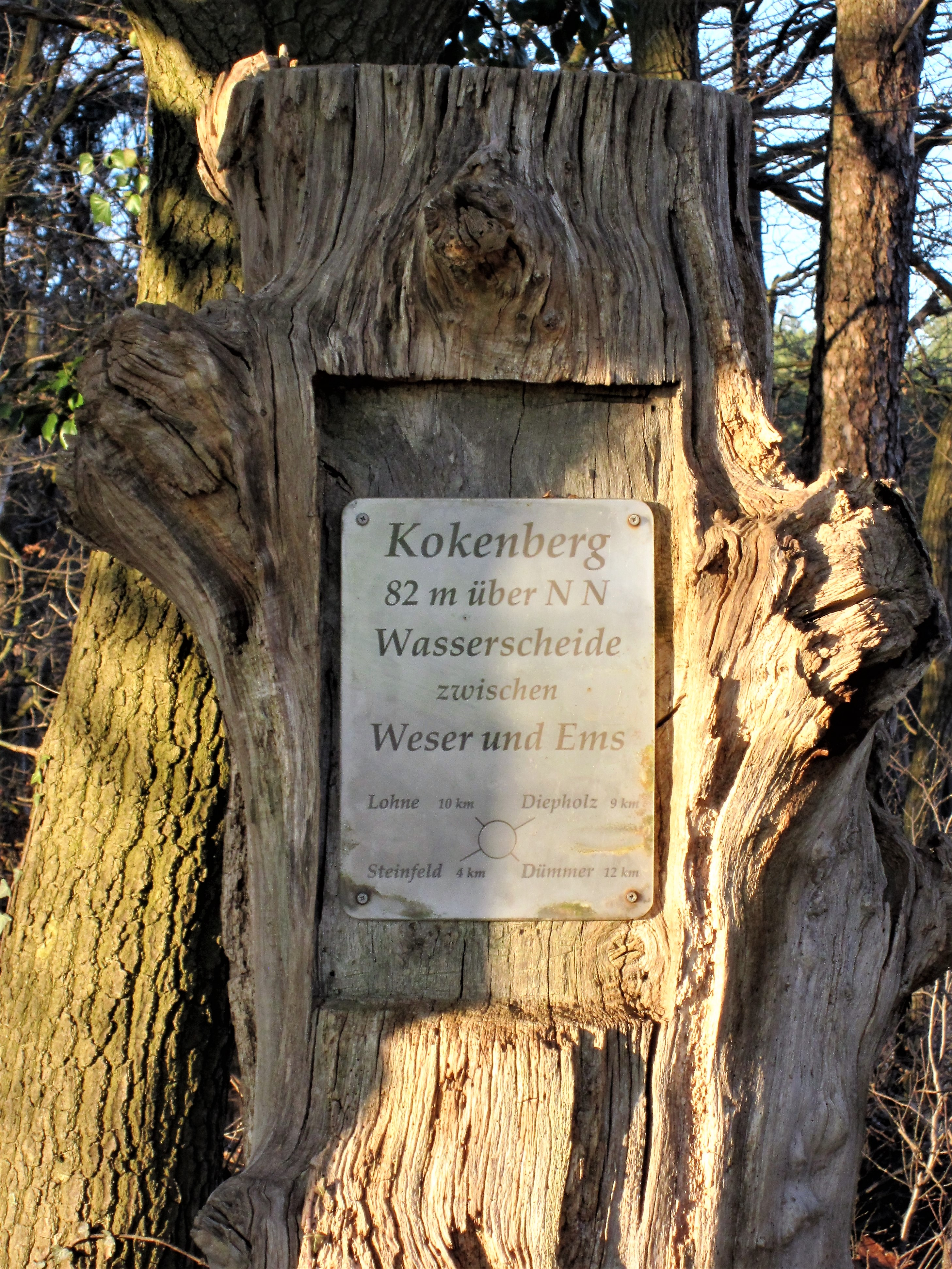
Wasserscheide zwischen Weser und Ems auf dem nördlichen Ausläufer der Dammer Berge

Die Weser-Ems-Wasserscheide durchschneidet Nordwestdeutschland, wobei sie in nördlicher Richtung die Bundesländer Nordrhein-Westfalen und Niedersachsen durchläuft und nordwärts zur Nordsee führt.
Einzugsgebiete:
Gewässer ostwärts münden in die Weser, westwärts in die Ems.
Besonderheiten:
Die Weser-Ems-Wasserscheide weist auf Grund der Bifurkation der Hase zwischen Wellingholzhausen und Gesmold eine Besonderheit auf, weil ein Drittel ihres Wassers in östliche Richtung über die Else und Werre in die Weser fließt und der größere Rest in nordwestliche Richtung auf direktem Weg – also über die Hase – in die Ems mündet.
Verlauf:
Die Weser-Ems-Wasserscheide beginnt im Teutoburger Wald etwa zwischen dem Hermannsdenkmal und den Externsteinen. Dort trifft sie mit der Rhein-Weser-Wasserscheide und der Rhein-Ems-Wasserscheide zusammen. Dieser Wasserscheidepunkt ist mit dem Dreiflussstein markiert. Von dort aus zieht sich die Weser-Ems-Wasserscheide vorerst innerhalb des Gebirgszugs in nordwestlicher Richtung bis zum Hollandskopf. Von diesem Berg verläuft diese Wasserscheide östlich entlang der Hase zur eben genannten Bifurkation dieses Flusses. Hinter dieser Flussteilung zieht sie sich westlich entlang der Hunte weiter nach Norden in das Wiehengebirge, das sie von Süden nach Norden durchläuft. Danach „wandert“ sie über das Große Moor und die Dammer Berge im Naturpark Dümmer, schließlich dann über die genau auf der Wasserscheide gelegene Arkeburg nach Visbek. Von dort aus verläuft sie zwischen der Vehne und der Lethe und zwischen dem Zwischenahner Meer und Oldenburg weiter nach Norden in Richtung Wiesmoor, um schließlich im Harlinger Land an die Nordseeküste zu stoßen.
Beispiele:
- Während sich der Johannisbach, der auf der Nordseite des Teutoburger Walds entspringt, nordwärts über die Westfälische Aa und Werre der Weser zuwendet, fließt der Reiherbach, der etwas weiter südlich auf der anderen Seite des Bergkamms entspringt, über die Gütersloher Lutter nach Südwesten in die Ems.
- Während sich die Hunte, die nördlich von Melle im Wiehengebirge entspringt, nordwärts direkt der Weser zuwendet, fließt die Hase, die etwas weiter südwestlich von Melle am Nordhang des Teutoburger Walds entspringt, in Richtung Nordwesten direkt in die Ems.
- Während sich die Lethe, die nördlich von Cloppenburg im Oldenburger Münsterland entspringt, nordwärts über die Hunte der Weser zuwendet, fließt die Soeste, die etwas weiter südlich der Lethequelle östlich von Cloppenburg entspringt, nordwestwärts über die Leda in die Ems.
- Während der südwestlich von Visbek entspringende Visbeker Bruchbach in nordöstlicher Richtung über die Twillbäke, Aue und Hunte der Weser zuströmt, fließt der in unmittelbarer Nähe entspringende Vechtaer Moorbach in südlicher, dann westlicher Richtung über die Hase der Ems zu.

### Rhein-Weser-Wasserscheide

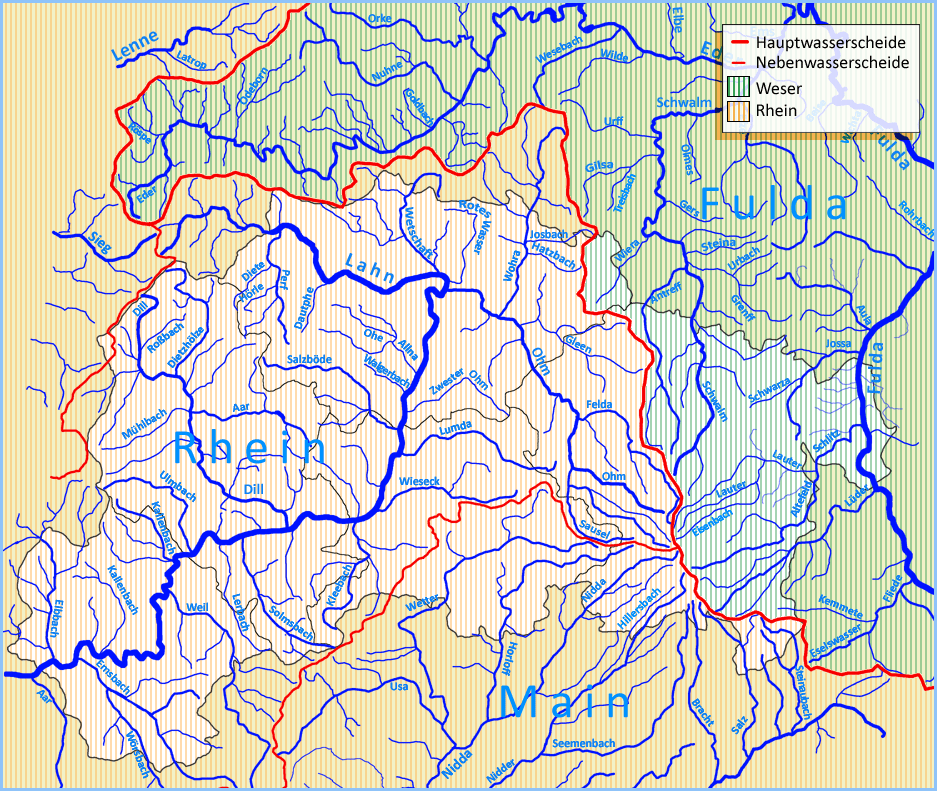
Verlauf der Rhein-Weser-Wasserscheide in Mittelhessen

Die langgezogene Rhein-Weser-Wasserscheide verläuft im Zickzackkurs durch Nord-, Mittel- und Westdeutschland. Dabei durchläuft sie von Norden nach Süden Nordrhein-Westfalen, Hessen, Bayern und Thüringen (in den beiden zuletzt genannten Bundesländern verläuft die Wasserscheide mal auf der einen und mal auf der anderen Seite der Landesgrenze).
- Im Norden schließt sich an die Rhein-Weser-Wasserscheide am Dreiflussstein im Teutoburger Wald die Weser-Ems-Wasserscheide an, die nordwärts zur Nordsee verläuft, während die nach Westen abgehende Rhein-Ems-Wasserscheide vergleichsweise flach durch die Westfälische Bucht verläuft.
- Im Südosten trifft die Rhein-Weser-Wasserscheide am Dreistromstein im Thüringer Schiefergebirge  auf den Hauptkamm des Thüringisch-Fränkischen Mittelgebirges. Nach Nordwesten über Thüringer Wald und Harz schließt sich die Elbe-Weser-Wasserscheide an, über das Fichtelgebirge nach Südosten die Rhein-Elbe-Wasserscheide.

Einzugsgebiete:
Gewässer in westliche Richtungen entwässern zum Rhein, in östliche Richtungen zur Weser.
Verlauf:
Die Rhein-Weser-Wasserscheide beginnt im äußersten Süden des Teutoburger Walds an dem mit dem Dreiflussstein markierten Wasserscheidepunkt mit der Weser-Ems-Wasserscheide. Sie verläuft von dort aus südwärts über das Eggegebirge, das Sintfeld, die Briloner Höhen und schließlich das Rothaargebirge nebst Teilen von Hoch-Sauerland und dem nur randlich nah dem Langenberg passierten Upland. Südöstlich des Kahlen Asten bildet sie in der Rothaar die Kulturscheide zwischen Sauerland und Wittgensteiner Land. Sie erreicht schließlich randlich das historische Siegerland und zieht sich dann, noch immer im Rothaargebirge, ostwärts durchs Wittgensteiner Land und erreicht kurz vor der Sackpfeife Hessen. Von deren nordöstlichen Vorhöhen zieht sie sich nach Nordosten zu Burgwald und zum südlichen Kellerwald mit dem Hohen Lohr. Von dort aus verläuft sie über die Oberhessische Schwelle südostwärts zum Vogelsberg und danach ostwärts über den Landrücken zur Rhön, um schließlich über einen flachen Abschnitt über das Grabfeld nebst Kleinem Gleichberg das Thüringer Schiefergebirge zu erreichen.
Der Verlauf der Rhein-Weser-Wasserscheide sieht im Einzelnen so aus:

#### Die erste Nord-Süd-Achse
- äußerster Süden des Teutoburger Walds (Dreiflussstein)
- Eggegebirge
- Sintfeld zwischen Lichtenau, Marsberg und Brilon
- Briloner Höhen zwischen dem Sintfeld und Upland, der Hochsauerlandkreis wird erreicht
- Rothaargebirge
  - Hochsauerländer Schluchtgebirge
    - Ginsterkopf

  - Langenberg
    - Grenzgebiet zwischen Hochsauerlandkreis (westlich) und Upland (östlich): Langenberg
    - wieder Hochsauerlandkreis: Naturschutzgebiet Neuer Hagen, Clemensberg, Hopperkopf, Hillekopf, Glindfeld, Jürgensköpfchen

  - Winterberger Hochmulde
    - Ruhrkopf, Winterberg

  - Astenberg und Langewiese
    - Bremberg, Kahler Asten, Neuastenberg

  - Rothaar
    - Grenzgebiet zwischen Hochsauerlandkreis und Kreis Siegen-Wittgenstein: Albrechtsberg, Saukopf, Großer Kopf, Kleine Bamicke, Härdler
    - Kreis Olpe: Wildhöfer, Rhein-Weser-Turm, Panorama-Park Sauerland Wildpark, Milsenberg,
    - östliches Siegerland: Riemen, Buchenhain, Giller, Hilchenbach-Lützel

  - Lützeler Paß
    - Wittgenstein:  (Ederkopf)

  - Ederkopf-Lahnkopf-Rücken
    - östliches Siegerland: nördlicher Teil der Eisenstraße mit dem Ederkopf, Aukopf

#### Die erste West-Ost-Achse
- Südwittgensteiner Bergland und Sackpfeife
  - in Wittgenstein: von südlich der Ederquelle / nördlich der Lahnquelle in W-O-Richtung bis kurz vor der hessischen Sackpfeife: Birkenhecke, Ebschloh, Bärenkopf, Stein
  - im Hessischen Hinterland: Buchholz, Sackpfeife
- Ostsauerländer Gebirgsrand
  - (noch Hessisches Hinterland:) Kohlenberg (bei Hatzfeld-Eifa), Struthkopf (bei Reddighausen)
- Burgwald südlich von Frankenberg:
  - Wetschaft-Senke mit Himmelsberg
  - Nördlicher Burgwald: Roßstein (bei Burgwald), Schönelsberger Kopf, Heukopf, Knebelsrod
  - Hauberner Hecke (Sattelbereich zwischen Burg- und Kellerwald)
- Kellerwald
  - Pferdsberg, Südfuß der Großen Aschkoppe

#### Die zweite Nord-Süd-Achse
- Kellerwald:
  - Große Aschkoppe, Hohes Lohr, Jeust
- Oberhessische Schwelle
  - Gilserberger Höhen am Staatsforst Treysa, Lischeid, Kalte Hainbuche
  - Ortsrand von Stadtallendorf am Neustädter Sattel
  - Nördliches Vogelsberg-Vorland bei Arnshain, Ohmes
- Vogelsberg:
  - Windhausen (Feldatal), Bildsteinskopf, Sieben Ahorn, Taufstein, Herchenhainer Höhe, Ober-Moos, Naxburg

#### Die zweite West-Ost-Achse
- Vogelsberg
- B 275 Hartmannshain

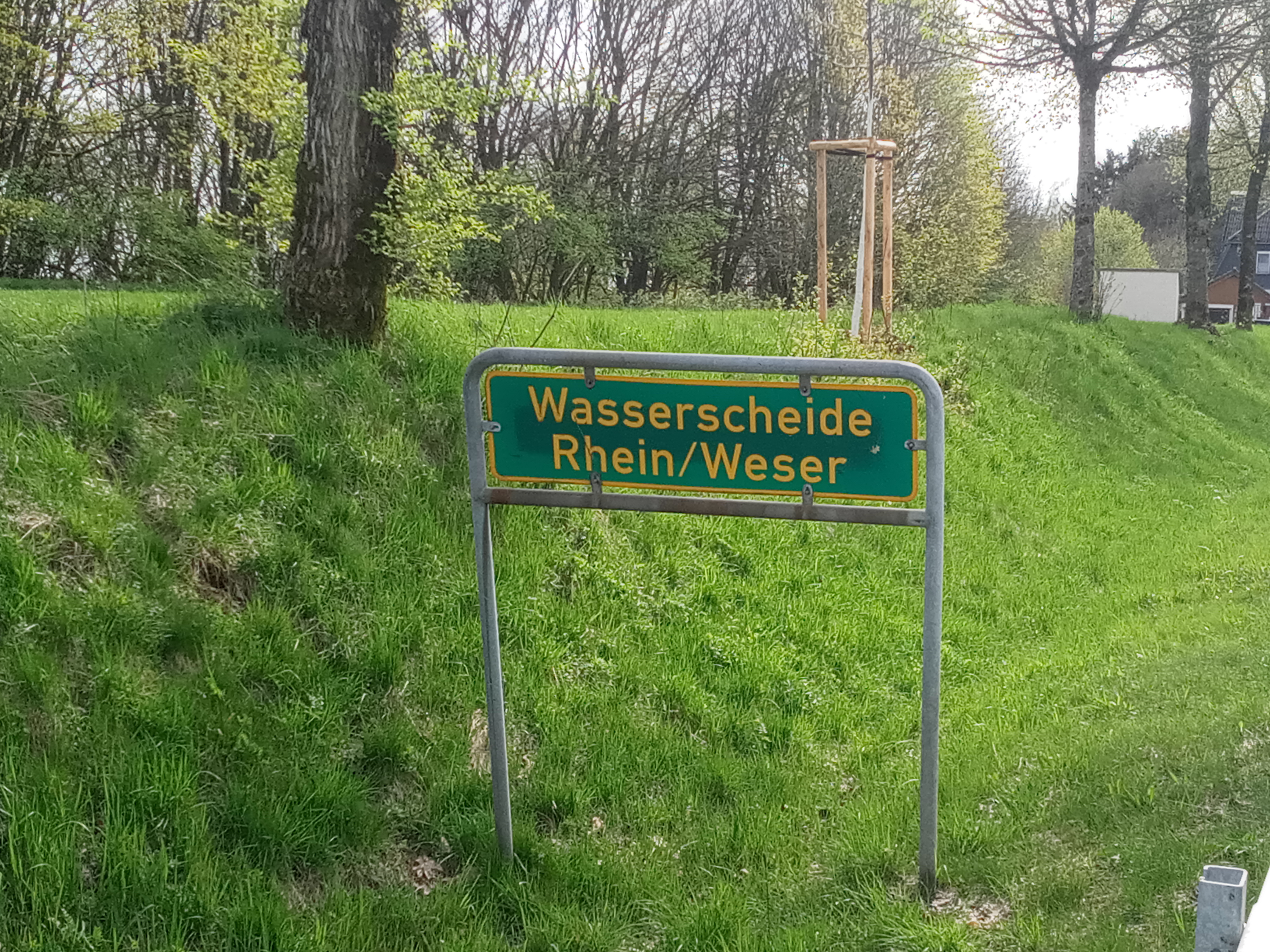
Rhein-Weser-Wasserscheide auf der B 275 bei Hartmannshain nach Westen

- Landrücken (zwischen Schlüchtern und Eichenzell)
  - A66-Anschlussstelle Schlüchtern-Nord, Distelrasen, Huttener Berg, Frauenstein
- Rhön:
  - Brückenauer Kuppenrhön
    - Großer Seifig, Große Haube

  - Dammersfeldrücken
    - Dammersfeldkuppe, Eierhauckberg, Hohe Hölle

  - Lange Rhön
    - Heidelstein, Schwarzes Moor, Frankenheim/Rhön, Ellenbogen

  - Vordere Rhön
    - Stellberg, Neuberg

  - Östliches Rhönvorland

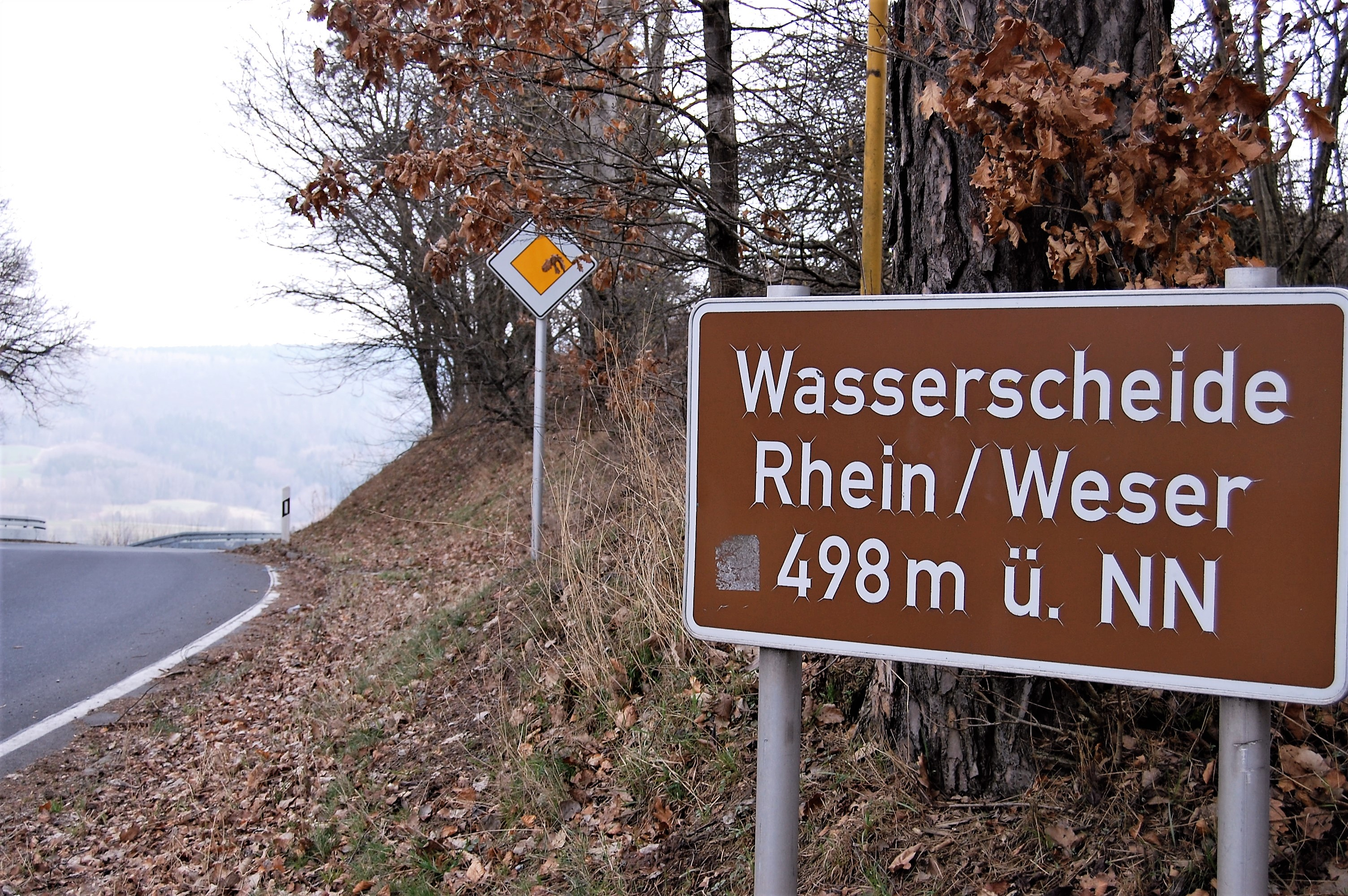
Rhein-Weser-Wasserscheide zwischen Motten und Kothen im Landkreis Bad Kissingen

- -     - Hohe Schule, Henneberg, Ransberg
- Werra-Gäuplatten zwischen Rhön und Thüringer Wald:
  - östlich über den Bergkamm beim Mahnmal Deutsch-Deutscher Geschichte (östlich von Behrungen), Großkopf, Kleiner Gleichberg, Zeilfeld, Leimrieth; Hildburghäuser Höhe, Sennigshöhe und Mirsdorfer Kuppe in den Langen Bergen, Eisfeld-Steudach
- südöstliches Thüringer Schiefergebirge:
  - Bleßberg, Dürre Fichte, Hochfläche um Scheibe-Alsbach/Steinheid, Dreistromstein

Beispiele:
- Während sich die Lippe, die im Eggegebirge in Bad Lippspringe entspringt, westwärts direkt dem Rhein zuwendet, fließt die Emmer, die auf der anderen Seite des Bergkamms in Bad Driburg, Ortsteil Langeland, entspringt, direkt in die Weser.

- Während sich der Hillebach, der an der Nahtstelle der fließend ineinander übergehenden Bergregionen Rothaargebirge, Sauerland und Upland am Hillekopf entspringt, über die Ruhr dem Rhein zuwendet, fließt die Hoppecke, die an der nördlichen Seite des dortigen Bergkamms am Neuen Hagen im Hoch-Sauerland entspringt, über die Diemel in die Ober-Weser.

- Während die Sieg und die Lahn, etwa vom Ederkopf im Rothaargebirge aus gesehen, auf direkten Wegen und letztendlich in westlicher Richtung den Rhein ansteuern, fließt die Eder in östliche Richtung über die Fulda in die Ober-Weser.

- Während sich die Streu, die in der Rhön am Südosthang des Ellenbogens entspringt, über die Fränkische Saale und den Main dem Rhein zuwendet, fließt die Ulster, die etwas weiter südlich auf der anderen Seite des Rhön-Hauptkamms am Nordhang des Heidelsteins entspringt, über die Werra in die Weser.

- Während sich die Itz, die im Thüringer Schiefergebirge am Bleßberg entspringt, über den Main dem Rhein zuwendet, fließt die Werra, deren eine von zwei umstrittenen Quellen auf der anderen Seite des Berges entspringt, in die Weser.

### Elbe-Weser-Wasserscheide
Die langgezogene Elbe-Weser-Wasserscheide verläuft im Zickzack-Kurs durch Nord- und Mitteldeutschland. Dabei durchläuft sie von Norden nach Süden die Bundesländer: Niedersachsen, Sachsen-Anhalt und Thüringen.
Einzugsgebiete:
Gewässer Richtung Osten münden in die Elbe, westwärts in die Weser.
Verlauf:
Die Elbe-Weser-Wasserscheide führt von der an der Nordsee liegenden Hohen Lieth zunächst überwiegend in südöstliche Richtungen über die Lüneburger Heide, den Flechtinger Höhenzug bis zum Hohen Holz. Dort bildet das Wesergebiet mit dem Oberlauf der Aller eine Einbuchtung in das Elbegebiet und die Linie verschwenkt nach Norden über den Lappwald südwestlich zu Elm und Asse. Ab dort verläuft sie überwiegend südlich über den Großen Fallstein, den Harz, das Ohmgebirge, das Eichsfeld, den Hainich, die Fahner Höhe und den Thüringer Wald zum Thüringer Schiefergebirge.
Die Elbe-Weser-Wasserscheide verläuft von Nord nach Süd wie folgt:
- Hohe Lieth
- Lüneburger Heide:
  - Wilseder Berg
- Drömling
- Flechtinger Höhenzug
- Druxberger Hügelkette (Endmoräne der Riß-Kaltzeit) bei Druxberge bis zum Kniel
- Hohes Holz
- Lappwald
- Elm
- Großes Bruch (Bifurkation von Großem Graben und Schiffgraben)
- Großer Fallstein
- Harz:
  - Hohneklippen, Wurmberg, Achtermannshöhe, Stöberhai, Osterhagen
- Eichsfeld:
  - Sonnenstein, Ohmgebirge, Leinefelde-Worbis (erst Worbis, dann Leinefelde)
  - Dün
  - Oberes Eichsfeld (Wachstedt, Küllstedt, Struth)
- Hainich (mit Nationalpark Hainich)
- Fahner Höhe
- Alacher Höhe, Flughafen Erfurt (Westen Erfurts)
- Kleiner Seeberg in Gotha
- Anschlussstelle Gotha (A 4), Schwabhausen
- Thüringer Wald:
  - Georgenthal, Mittlerer Höhenberg, Rennsteig, Großer Beerberg
- Thüringer Schiefergebirge:
  - Masserberg, Eselsberg, Pechleite,  Dreistromstein

Beispiele:
- Während sich die Oste, die bei Tostedt in der Lüneburger Heide entspringt, nach Norden direkt dem Ästuar der Elbe zuwendet, fließt die Wümme, die etwas weiter südöstlich in der Lüneburger Heide südwestlich vom Wilseder Berg entspringt, nach Nordwesten über die Lesum in die Weser.

- Während sich die Ohre, die an der Nahtstelle der Lüneburger Heide und der Altmark südöstlich von Wittingen in Ohrdorf entspringt, nach Südosten direkt der Elbe zuwendet, fließt die Ise, die nordöstlich von Wittingen und östlich von Stöcken unweit der Grenze zu Sachsen-Anhalt entspringt, nach Süden über die Aller in die Weser.

- Während sich die Holtemme, die im Harz östlich der Hohneklippen (westlich von Elbingerode) entspringt, nach Nordosten über die Bode und Saale der Elbe zuwendet, fließt die Ilse, die etwas weiter westlich auf der anderen Seite der Hohneklippen und damit unterhalb des Brockens entspringt, nach Nordwesten über die Oker und Aller in die Weser.

- Während sich die Wipper, die im Eichsfeld nördlich von Worbis im Ohmgebirge entspringt, nach Osten über die Unstrut und Saale der Elbe zuwendet, fließt die Leine, die nur etwas weiter südwestlich am Westfuß des Ohmgebirges bei Worbis entspringt, nach Westen über die Aller in die Weser.

- Während sich die Ilm, die im Thüringer Wald bei Allzunah am Rennsteig entspringt, nach Nordosten über die Saale der Elbe zuwendet, fließt die Schleuse, die nur wenige hundert Meter südlich auf der anderen Seite des Rennsteigs entspringt, nach Süden in die Werra, die nordwestwärts mit der Fulda die Weser bildet.

Kuriosum:
Der Flößgraben in Georgenthal überwindet die Elbe-Weser-Wasserscheide. Gleiches gilt auch für den Großen Graben und Schiffgraben im Großen Bruch, zwischen Huy und Elm gelegen. Beide Gewässer verbinden beide Einzugsgebiete, in der Mitte befindet sich eine Strecke im strömungslosen Grenzbereich (Pseudobifurkation).

### Rhein-Elbe-Wasserscheide
Die kurze Rhein-Elbe-Wasserscheide befindet sich etwa an der Nahtstelle von Mittel- und Süddeutschland, wobei sie die Grenzen der Bundesländer Thüringen und Bayern und den Rennsteig kreuzt. Sie ist auf dem größten Teil konkreter die Wasserscheide zwischen Main und Saale, am letzten Teil im Fichtelgebirge zwischen Main und Eger.
Einzugsgebiete:
Gewässer Richtung Süden münden in den Rhein, Richtung Norden in die Elbe.
Verlauf:
Die Rhein-Elbe-Wasserscheide führt vom Thüringer Schiefergebirge in südöstlicher Richtung über den Frankenwald zum Fichtelgebirge. Im Westen schließt sich die nach Nordwesten verlaufende Rhein-Weser-Wasserscheide und die Elbe-Weser-Wasserscheide an. Im Süden und im Osten schließt die Europäische Hauptwasserscheide an: die Elbe-Donau-Wasserscheide, die vom Fichtelgebirge nach Südosten verläuft und nach Süden die Rhein-Donau-Wasserscheide.
Der Verlauf der Rhein-Elbe-Wasserscheide sieht im Einzelnen so aus:
- Thüringer Schiefergebirge:
  - Hochfläche um Scheibe-Alsbach/Steinheid, Kieferle, Lauscha, Roter Berg, Tettau, Wetzstein
- Frankenwald:
  - Döbraberg, Bärenhöhe
- Fichtelgebirge:
  - Schneeberg, Seehügel.

Beispiele:
- Während sich die Rodach, die bei Rodacherbrunn am Rennsteig im Thüringer Schiefergebirge entspringt, in Richtung Südwesten über den Main dem Rhein zuwendet, fließt die Sormitz, die etwas weiter nördlich auf der anderen Seite des Bergkamms bei Wurzbach entspringt, über die Saale in die Elbe.

- Während sich die Ölschnitz, die auf der Münchberger Hochfläche zwischen dem Frankenwald im Nordwesten und dem Fichtelgebirge im Osten entspringt, in Richtung Südwesten über den Main dem Rhein zuwendet, fließt die Eger, die etwas weiter südöstlich bereits direkt am Rand des Fichtelgebirges entspringt, ostwärts (über die Grenze nach Tschechien) direkt in die Elbe.

### Nordsee-Ostsee-Wasserscheide
Die Nordsee-Ostsee-Wasserscheide durchschneidet Nord-, Ost- und Mitteldeutschland, wobei sie in Nordwest-Südost-Richtung die Bundesländer Schleswig-Holstein, Mecklenburg-Vorpommern, Brandenburg und Sachsen durchläuft. Sie führt von der dänischen Grenze quer durch die vorgenannten deutschen Bereiche zur tschechischen Grenze und reicht jeweils über die jeweiligen Grenzen hinaus.

## Flussgebiete
Die Einzugsgebiete der großen Flüsse werden in Deutschland zu zehn Flussgebieten zusammengefasst: Rhein, Elbe, Donau, Weser, Ems, Warnow/Peene, Oder, Schlei/Trave, Eider und Maas. Direkt in die Nordsee oder in die Ostsee mündende kleinere Flüsse werden dabei dem nächstgelegenen größeren Fluss zugeordnet (Beispiel: Das Einzugsgebiet der Jade wird dem der Weser zugerechnet).